# Point-du-Jour Military Cemetery
Point-du-Jour Military Cemetery is een Britse militaire begraafplaats met gesneuvelden uit de Eerste- en Tweede Wereldoorlog, gelegen in de Franse gemeente Athies (Pas-de-Calais) (Pas-de-Calais). De begraafplaats ligt aan het einde van de Rue du Chauffour vlak naast de autoweg van Saint-Laurent-Blangy naar Vitry-en-Artois. Ze werd ontworpen door Reginald Blomfield en heeft een nagenoeg rechthoekig grondplan met een oppervlakte van 2.742 m². De begraafplaats wordt omgeven door een bakstenen muur. Aan de voorzijde staat een schuilhuisje met schilddak, geflankeerd door twee toegangen met een hek. Het Cross of Sacrifice staat centraal tegen de achterste muur en de Stone of Remembrance staat tegen de zuidoostelijke muur. De begraafplaats wordt onderhouden door de Commonwealth War Graves Commission.
Er worden 800 doden (waaronder 401 niet geïdentificeerde) uit de Eerste Wereldoorlog en 3 uit de Tweede Wereldoorlog herdacht.
Op het terrein voor de begraafplaats staat de 9th Scottish Division Memorial.

## Geschiedenis
Athies werd op 9 april 1917 door de 9th (Scottish) Division en de South African Brigade veroverd en bleef tot het einde van de oorlog in geallieerde handen. 
"Point-Du-Jour" was een huis langs de weg van St. Laurent-Blangy naar Gavrelle dat als Duitse schans was ingericht en dat op 9 april 1917 door de 34th Division werd veroverd.
Langs de eerder vermelde weg werden twee begraafplaatsen gestart waarvan No.1 de huidige begraafplaats werd. Ze werd gebruikt van april tot november 1917 en opnieuw in mei 1918 en bevatte aan het einde van de oorlog 82 graven die nu in het perk I liggen. Na de wapenstilstand werd de begraafplaats uitgebreid met meer dan 650 graven die afkomstig waren uit de omliggende slagvelden en enkele kleinere begraafplaatsen ten oosten en ten zuiden van Arras, zoals: Brown Line Cemetery in Saint-Laurent-Blangy, Effie Trench Cemetery in Athies, Evin-MalmaisonCommunal Cemetery in Évin-Malmaison, Henin-Lietard Communal Cemetery in Hénin-Liétard, Lonely House Cemetery in Gavrelle, Point-Du-Jour Military Cemetery No.2 in Athies en Quarry Cemetery in Fampoux. 
Onder de geïdentificeerde doden bevinden zich 323 Britten, 66 Zuid-Afrikanen, 2 Nieuw-Zeelanders, 5 Canadezen en 6 Fransen uit de Eerste Wereldoorlog. Onder hen worden er 22 met Special Memorials herdacht omdat hun graven niet meer teruggevonden werden en men neemt aan dat ze zich onder een naamloos graf bevinden. Voor 6 Britten werd een Duhallow Block opgericht omdat zij oorspronkelijk in Lonely House Cemetery of in Effie Trench Cemetery begraven waren maar waar hun graf door artillerievuur  vernietigd werd. 
Er liggen ook 3 Britse slachtoffers uit de Tweede Wereldoorlog begraven. Zij sneuvelden op 21 of 22 mei 1940 en behoorden bij de Green Howards (Yorkshire Regiment).

## Graven

### Onderscheiden militairen
- Francis Savage Nesbitt Savage-Armstrong, luitenant-kolonel bij het South Staffordshire Regiment en Charles James Burke, luitenant-kolonel bij het Royal Irish Regiment werden onderscheiden met de Distinguished Service Order (DSO).
- Thomas James Prichard, kapitein bij het King's Own (Royal Lancaster Regiment) en D.A. Farrington, compagnie sergeant-majoor bij het Royal Warwickshire Regiment werden onderscheiden met het Military Cross (MC).
- W. Barry, korporaal bij de Royal Field Artillery werd onderscheiden met de Distinguished Conduct Medal (DCM).
- de korporaals A.J. Don en Theodore Charles Hook en de soldaat Hanson Farrar ontvingen de Military Medal (MM).

### Minderjarige militairen
- de soldaten Clarence Myvern McGrew van de Canadian Infantry en Thomas Potter McKinlay van de Cameronians (Scottish Rifles) waren 17 jaar toen ze sneuvelden.